# Liriomyza jezoensis
Liriomyza jezoensis är en tvåvingeart som beskrevs av Mitsuhiro Sasakawa 1961. Liriomyza jezoensis ingår i släktet Liriomyza och familjen minerarflugor. Inga underarter finns listade i Catalogue of Life.